# ダン・レアリー
ダン・レアリー（Dún Laoghaire）は、アイルランドのダブリン県ダン・レアリー＝ラスダウン市に位置する町。

## 概要
ダブリン市から南に12kmに位置する町、ダン・レアリー（[dʌn ˈlɪəri]、アイルランド語: [d̪ˠuːn̪ˠ ˈl̪ˠeːɾʲə]または[d̪ˠuːn̪ˠ ˈl̪ˠiːɾʲə]）は、まれに「Dún Laoire」や英語化されて「Dunleary」と綴られることもある。2016年現在、総人口は、26,525人であり、ダン・レアリー＝ラスダウン市の中心街でもある。ダブリン郊外のシーサイドタウンである。ダン・レアリーは、ダブリンへ運航する主要な港の建設を許可した1816年の法律に従って建設された。イギリス王ジョージ4世が訪れたことを記念して、1821年にキングスタウンと改名されたが、現在、英語化された綴りよりもアイルランド語の綴り 「Dún Laoghaire」 で表記されることが通常である。アイルランドの独立の前年の1920年にアイルランド古来の名前に復元された。時間の経過とともに、町は住宅地、海辺のリゾート地、そしてアイルランドの最初の鉄道駅の終点となった。
ダン・レアリーの港湾はかつてウェールズのホーリーヘッドとフェリーで結ばれ、アイルランドからイギリスへの主要な海上交通の入口となっていた。近くのサンディコーブにはジェイムス・ジョイスタワーとして知られるマーテロー塔がありジェイムズ・ジョイスの資料館となっている。

## 地名

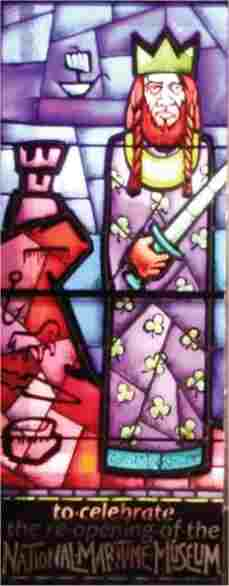
海洋博物館のステンドグラスの窓のロガー

ダン・レアリーは「レアリーの砦」を意味する。これは、5世紀のアイルランド上王であるロガー・マック・ニール（Lóegaire mac Néill、現代の綴り：Laoghaire Mac Néill）を指しており、イギリスとガリアを襲撃する海の基地としてこの場所を選んだ。また、この土地で聖パトリックにキリスト教の布教活動を許したことで知られる。海岸には当時の要塞の痕跡があり、一部は海事博物館に保管されている。
「Dún Laoghaire」と綴られているのが、現代のアイルランドの正書法での正式名称である。時節、非公式に「Dún Laoire」と綴られている。英語化した「Dunleary」の古い綴りも見られるが、当町の英語での発音に近い。

## 歴史

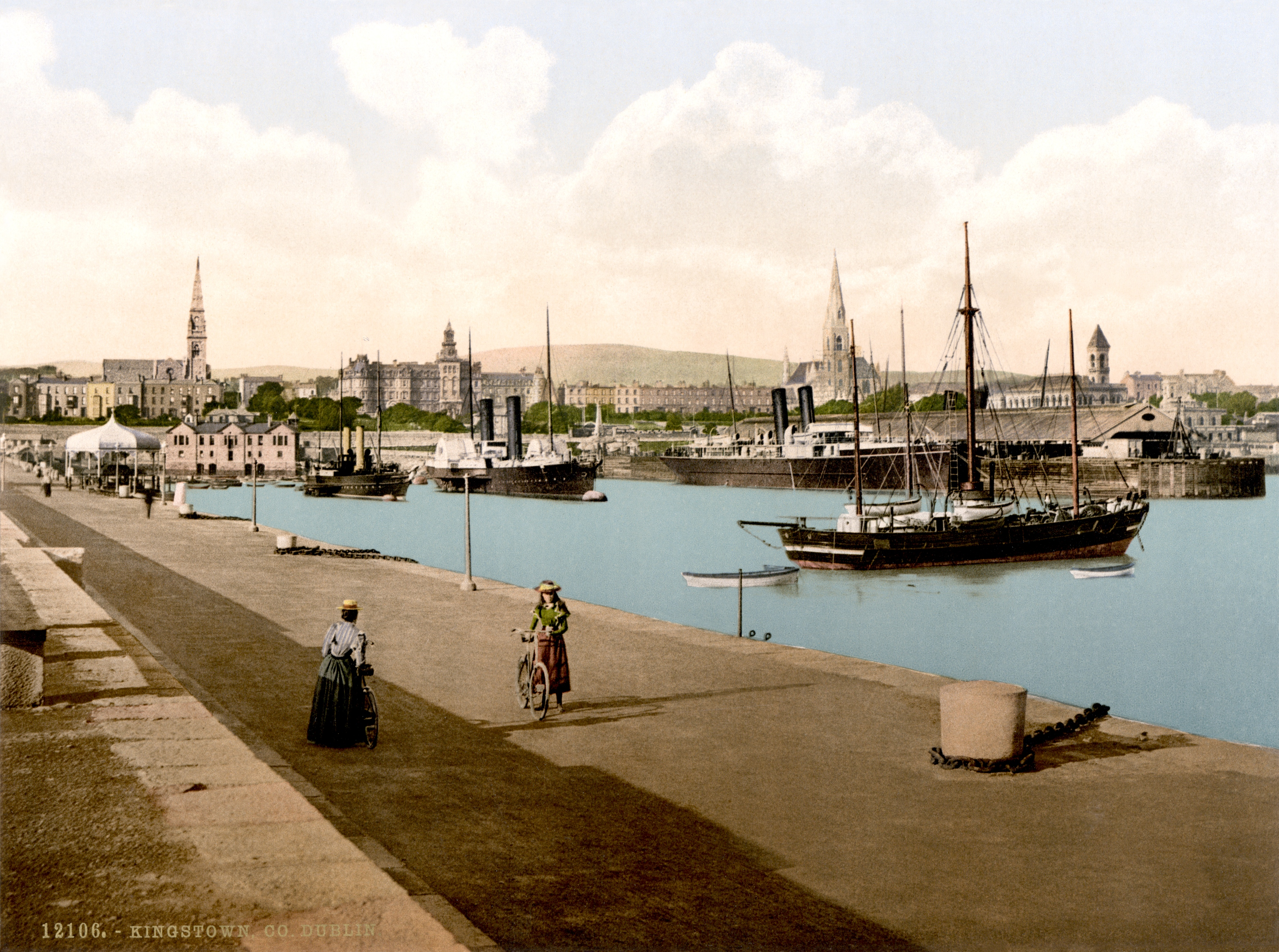
1895年頃、キングスタウンとして知られているダン・レアリーの港湾

ダン・レアリーの起源は一般に、レアリーに属していた可能性が高い砦に遡ると推定されている。1728年の地図は、古い港にある小さな漁村を示し、「Dunlary」として示されている。当時、この地域は岩だらけの牧草地で、採石場がいくつかあった。
1807年11月18日から19日の夜にかけて、ダブリン港を出発した2隻の軍艦、プリンス・オブ・ウェールズ号とロッチデール号がブラックロックとダン・レアリーの間の岩に衝突し、400名以上が死亡した。これにより、ダブリン付近に新たな港を建設するという既存の計画が進められた。1816年までに、現在の「ウェストピア（西桟橋）」と呼ばれる堤防の建設を認可する法律が可決された。1821年にイギリス王のジョージ4世が建設中の新しい港を訪れ、ダン・レアリーの町名は「キングスタウン」に改称された。当町は1920年にアイルランド自由国の成立に向け、以前の名称に戻った。
1834年に開通したダブリン市内からキングスタウンへ向かうアイルランドの最初の鉄道は、西桟橋の近くを終点とした。これにより、人気のダブリン郊外となり、住宅街の建設につながった。1844年までに、ロバート・マレットの設計によるドーキー大気圧鉄道がキングスタウンをドーキーに接続し、さらなる発展をもたらした。ドーキー大気圧鉄道は1854年に廃止されたが、鉄道の延長に置き換えられ、その後ロスレアのフェリーポートに延長された。ダブリンから鉄道が開通したことで、キングスタウンはビクトリア朝時代の海辺のリゾートになった。
1890年、キングスタウンの町の委員が枯渇した採石場の跡地にピープルズ・パークが開園された。1900年までに、町の中心部は混雑し、通りを広げる措置がとられた。この工事により、パトリック通りからマルグレイブ通りへのジョージズ通りの店舗間口の解体、および新しい間口への交換が約4.5m後退した。マリン通りとジョージズ通りの角にある小店も取り壊された。
モンクスタウンとブラックロックを経由するダブリンへの主要道路は、1932年までダブリン市への唯一の道路接続だった。同年、聖体大会は何千人もの訪問者をダブリンにもたらし、ダン・レアリーを通って来る計画を明らかにした。しかし、この道路は不適切と見なされ、最終的には海岸道路がいくつかの短い通りを接続し、庭園を閉鎖する道路が建設された。これが現在のシーポイント通りである。
ダン・レアリーは第二次世界大戦中にドイツの爆弾に襲われ、そのうちのいくつかはダン・レアリーの境目にあるピープルズ・パーク付近のロスミーン・ガーデンズ通り、ロスミーン・パーク通りに落とされた。爆弾による負傷者はなく、建物の崩壊のみだった。

## 政治

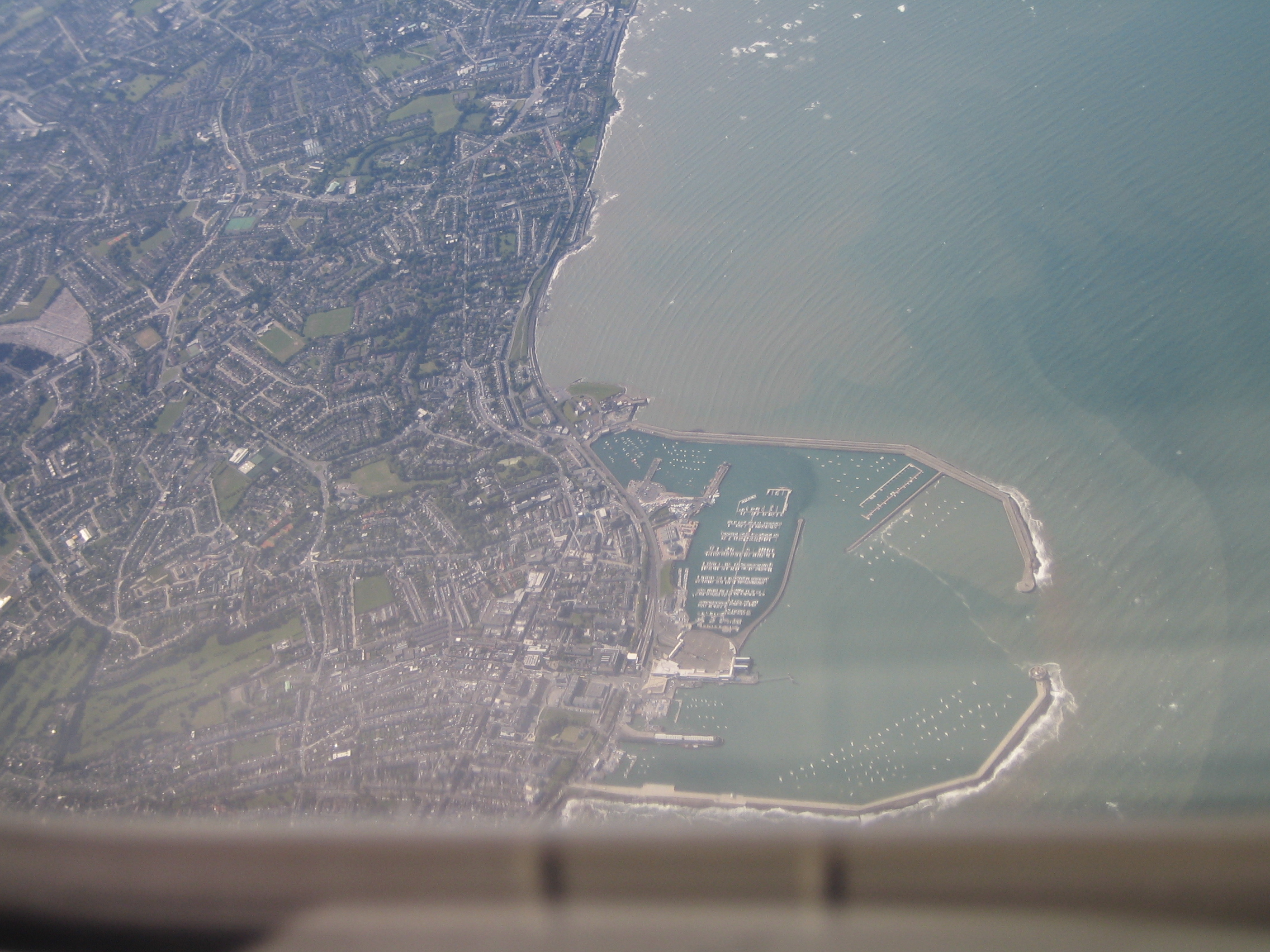
空中から見たダン・レアリーと港湾

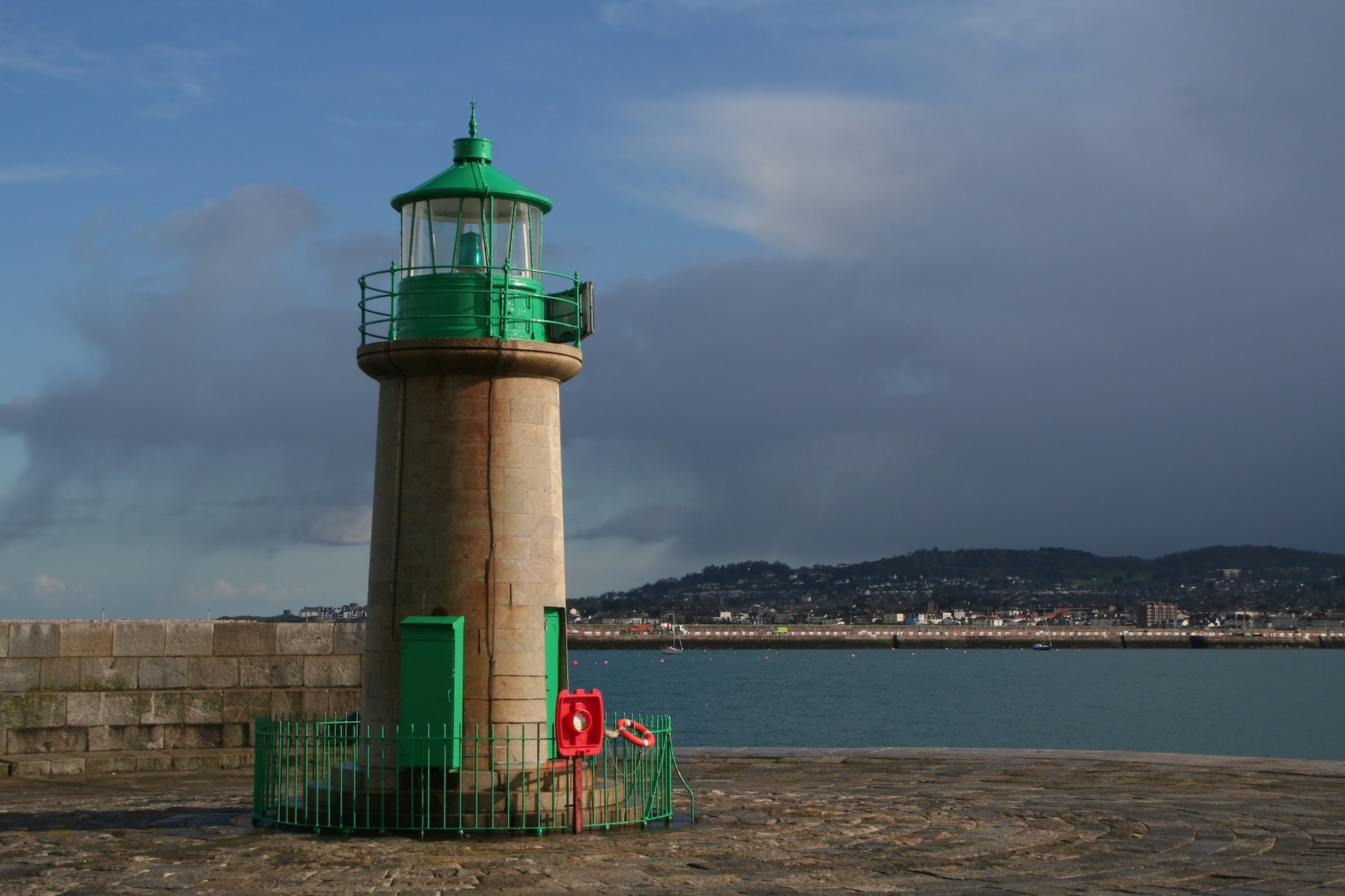
東桟橋の端にある灯台

ダン・レアリーはかつてダン・レアリー自治区の中心であり、2013年までは独自の職業教育委員会を持つアイルランドで唯一の町だった。現在は、ダブリン都市圏の一部と見なされている。
ダン・レアリーは、ダン・レアリー＝ラスダウン市庁舎の本拠地があり、地域の公共サービスと設備を管理している。また、6名の議員を選出するダン・レアリー地方選挙区の一部でもある。
アイルランド国民議会の下院では、統一アイルランド党から3名、連帯-利益の前に人民党から1名の計4名の国会議員（TD）によってダン・レアリーを代表している。

## 特徴
国内最大の港の1つであるダン・レアリー港湾には、2つの花崗岩の桟橋がある。東桟橋は特に歩行者に人気があり、1996年の映画『マイケル・コリンズ』の撮影現場のひとつでもある。コリンズ役のリアム・ニーソンと2人の共演者が海辺の遊歩道に沿って歩いているところが見られる。このシーンでは、バンドスタンドで野外ステージで演奏されているバンドがあり、東桟橋の実際の野外ステージである。2010年にダン・レアリー・ハーバー・カンパニーによって元の状態に復元された。
1817年から1859年まで、港湾の建設には42年かかった。旧フェリーターミナル近くのオベリスクは、建設を記念している。
灯台は東桟橋の端にあり、アイリッシュ・ライト委員会（アイルランドの灯台総局）の本部はハーバー通りに位置する。
港湾の南にはスコッツマンズ・ベイがあり、ビクトリア朝風の海辺の遊園地があり、散歩コース、避難所、浴場があった。現在、散歩コースと避難所はほとんどそのままである。ダン・レアリー浴場は長年廃墟となっているが、2012年に明るい色に塗り替えられた。この地域の復旧計画については多くの議論が交わされており、より野心的な提案は物議を醸している。
伝統的なビクトリア朝風の公園であるピープルズ・パークは、ジョージ通りの東端にあり、現在も運営されているティールームがある。
2016年には、大規模な中央図書館が港湾付近に建てられた。

ダン・レアリーの遊歩道

## 交通

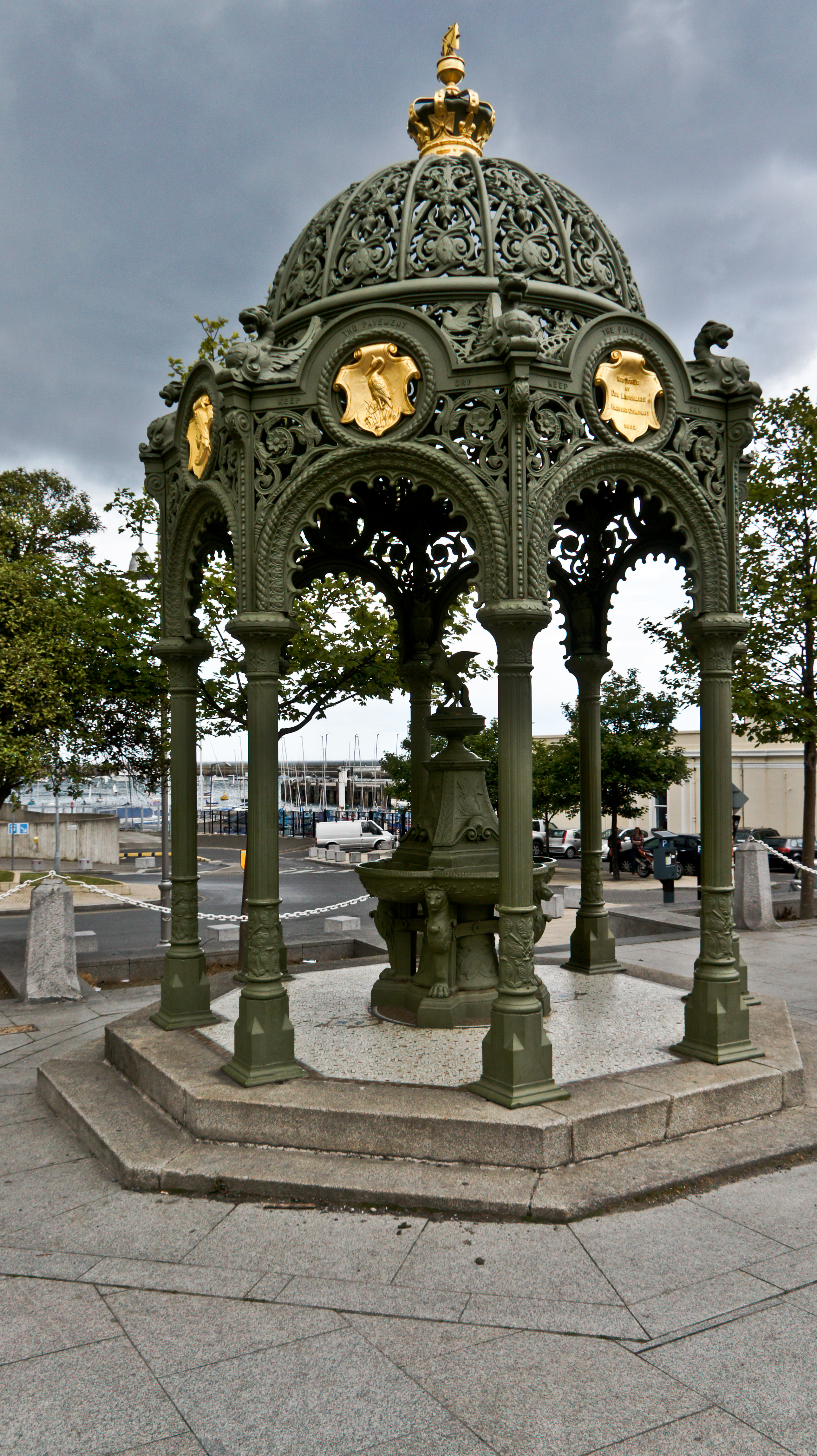
ヴィクトリア女王噴水

ダン・レアリーは、ダブリン高速輸送（DART）、ダブリン通勤列車のコミューター南東部線、ロスレア・ユーロ港まで走るインターシティにより結ばれている。また、7番線、7A番線、45A番線、46A番線、59番線、63番線、75番線、111番線のバス路線もあり、ダブリンバスとゴーアヘッド・アイルランドが運行している。ダン・レアリー・マリン駅は、63番線、75番線、46A番線の終点のそばにある。駅からダブリン空港へ向かう746番線のバスは2010年10月に廃止された。ダン・レアリー周辺には、サンディコーブ＆グラスツール駅、ソルトヒル＆モンクスタウン駅が近辺にある。
リムジンバスのエアコーチ703番線は、ダン・レアリーとダブリン空港を24時間体制で結び、市庁舎とロイヤル・マリン・ホテルに停車する。この路線は、キライニーからドーキー、グラスツール、ダン・レアリー、モンクスタウン、ブラックロック、ブーターズタウン、タラ・タワーズ・ホテル、ストランド通り、ザ・ポイント（3アリーナ）を経由し、ダブリン空港まで運行している。

### 鉄道の歴史
1834年に建設され開通したダブリン＆キングスタウン鉄道は、アイルランドで最初の鉄道であり、標準軌で建設された。南方への延長は、1844年に公に開通した標準軌のドーキー大気圧鉄道によるもので、同国の初めての大気圧鉄道だった。1850年代に、ダブリン＆ウィックロー鉄道が両路線を引き継ぎ、両方をアイルランド軌道（1,600mm）に変換し、蒸気機関車でさらに南に向かってウィックロー県のブレイまで延長した。鉄道を運営している後継企業は年代順に、ダブリン南東鉄道、グレートサザン鉄道、アイルランド交通グループ、アイルランド国鉄（現在）である。その後、鉄道は南に延長され、ウェックスフォード、ロスレア港湾、ウォーターフォードに至った。1890年に北方に向けて、路線は他の鉄道と接続するダブリン・コノリー駅まで延長された。電化工事は1984年に完成し、アイルランドで初めての電車となるダブリン高速輸送（DART）が運行されるようになった。

### フェリー
19世紀から、ダン・レアリーはアイルランドとイギリス間のフェリーの主要な旅客港であり、ウェールズのアングルシー島にあるホリーヘッドに頻繁に運航していた。21世紀初頭に、ステナラインのステナエクスプローラーは各方向に1日3回運航していたが、格安航空会社との競争と燃料費の増加により、2008年には1日1回に減り、 2015年初頭から、ステナラインはホリーヘッド線をダブリン港に集中させ、ダン・レアリーへの運航を中止した。

### 歩行者空間
2000年代初頭、ローワー・ジョージ通りは歩行者空間を設置し、ダブリン中心部へのバス路線を除いて、すべての一般交通を禁止した。この制限は2008年後半に撤回された。

## スポーツ

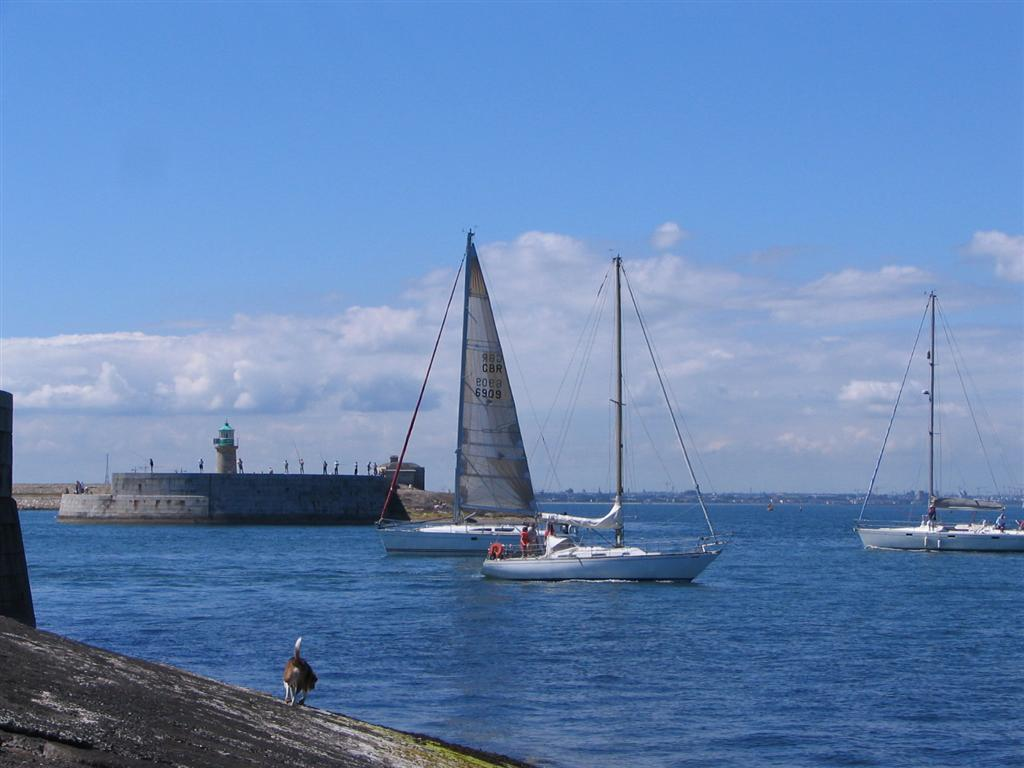
ダン・レアリー港湾のヨット

### ボート
ダン・レアリーの港湾には、西桟橋に敷地があるダン・レアリー・モーターヨットクラブ、西桟橋のふもとにあるアイルランド国立帆走学校＆クラブなど、多くのヨットクラブがある。
ソルトヒルビーチの西桟橋の北にあるエリアでは、年間にわたってウィンドサーフィンが頻繁に行われている。

### ゴルフ
ダン・レアリーには1909年から2007年までゴルフ場があったが、住宅開発業者に売却し、ウィックロー県のエニスケリー付近のバリーマン通りに移動することに同意した。

## 教育

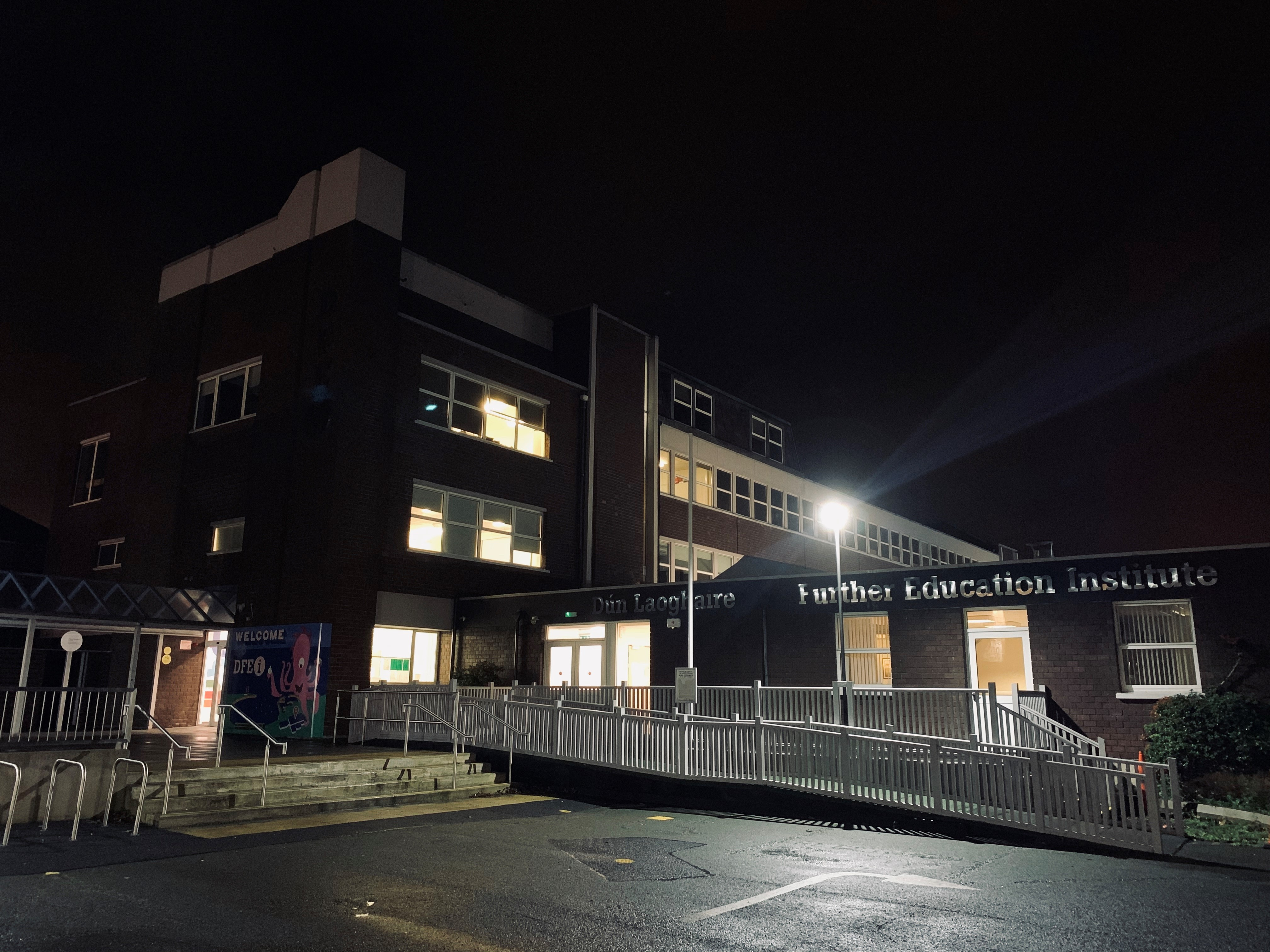
ダン・レアリー継続教育

ダン・レアリーには、以下の2つの第3期教育機関がある。
- ダン・レアリー芸術技術学院（Institute of Art, Design + Technology; IADT）
- ダン・レアリー継続教育（Dun Laoghaire Further Education Institute; DFEi）[27]

主な小学校は、ドミニカン小学校や、グラスツールのハロルド国立学校などがある。また、モンクスタウンにホリー・ファミリー国立学校や、モンクスタウン・エデュケート・トゥゲザー国立学校（METNS）などもある。
ダン・レアリーは、人口が周辺地域にシフトしたため、過去20年間にいくつかの中等学校が閉鎖された。 1856年に設立され、1992年に閉鎖されたCBSエブラナ（エブラナから移転した有料学校C.B.C.モンクスタウンは現在に至っている）や、1991年に予定より1年前に閉鎖されたドミニカ修道院の女子校や、1902年に設立され、2007年に閉鎖されプレゼンテーション・ブラザーズ、グラスツールなどがある。また、ダン・レアリー・コミュニティ・カレッジは、1996年に継続教育機関になり、その後現在のダン・レアリー継続教育（Dun Laoghaire Further Education Institute; DFEi）に変更された。

## ショッピングとビジネス

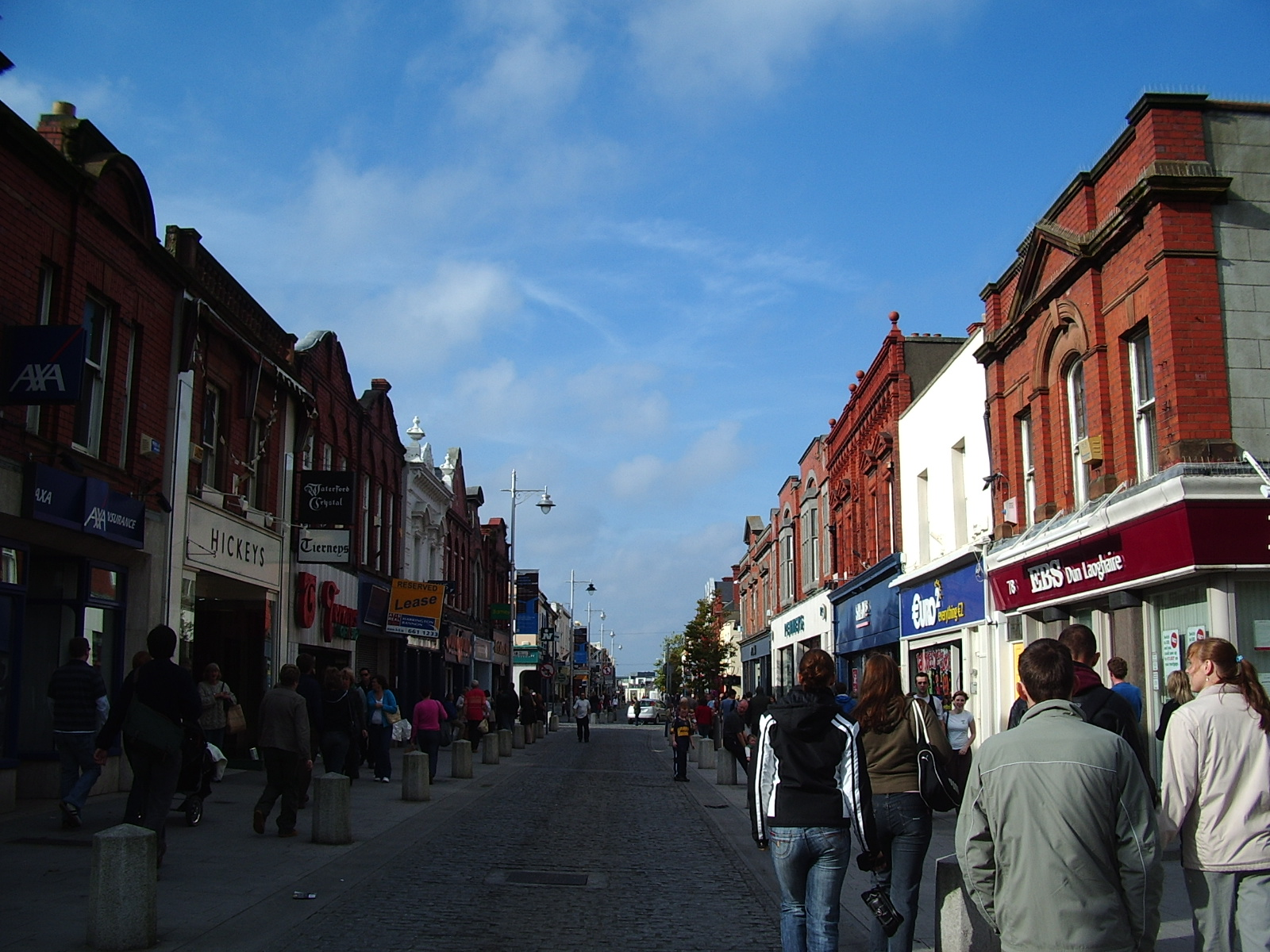
ジョージ通り

ダン・レアリーには、1つの主要なショッピング街、ジョージ通り、およびダン・レアリー・ショッピングセンターとブルームフィールズの2つのショッピングセンターがある。市庁舎の向かいには、映画館と劇場がある。隔月で、日曜日に港湾の近くのロイヤル・マリン・ホテルで開催される定期的な骨董品市場と、日曜日にピープルズ・パークで毎週開催されるマーケットがある。ダン・レアリー・ショッピングセンターは改修工事がなされる予定である。
さまざまな飲食店や公営住宅があり、他にも100を超える小売企業がある。アイルランド最大のスーパーマーケットのチェーン店であるテスコ・アイルランドが本社を置いている。以前は、1977年以来、ダン・レアリー・ショッピングセンターにあったが、2011年5月に閉鎖され、ブルームフィールズに移転した。ダン・レアリー・ショッピングセンターのテスコは、その後ライバル店であるスーパバリュに置き換えられた。
アイルランド海漁業委員会の本社やライオンブリッジの拠点などの本社がある。

## 医療機関
ダン・レアリーには、セント・マイケルズ病院のほか、多くの私立クリニックがある。

## 観光
ダン・レアリーの初期の成長の多くはダブリン市内からの訪問者によるものであり、今日では2007年に大規模に改装されたロイヤル・マリン・ホテル、小規模なホテル、および多数のベッド・アンド・ブレックファストがある。

### 桟橋散歩

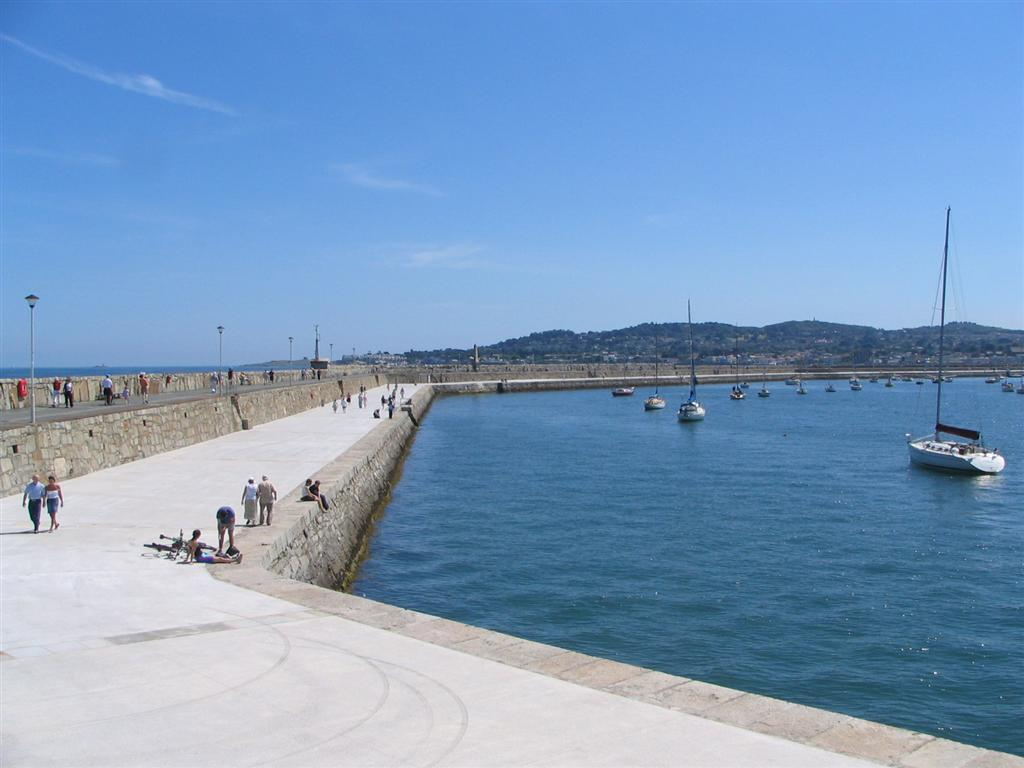
ダン・レアリー港湾の東桟橋

ダン・レアリー港湾の西桟橋、東桟橋を散歩目的で訪れる観光客が多い。

### クルーズ船
2011年、ダン・レアリー港湾は、観光地としてのダン・レアリーの開発に焦点を当てた計画を発表した。具体的には、フェリーとクルーズ船の両方の主要な場所として、ダンレアリー港湾を宣伝することを中心に展開された。それ以来、多くのクルーズ船は、通常5月から7月にかけて、ダン・レアリーに停泊した。最初に到着した船は5月16日のキュナードライナーのクイーン・メリー2で、P＆Oのアーケイディアは7月9日に到着した。クイーン・メリー2は当時、世界で7番目に大きいクルーズ船で、最大乗客数は約3,000人だった。ダン・レアリーを訪問する他の大型船には、クイーン・エリザベス2と空母ジョン・F・ケネディがある。

### ダブリン湾クルーズ
ダブリン湾クルーズは、ダン・レアリーからホウスまで1日に2回出航する。風光明媚な運行は約75分かかり、フェリーは午前11時と午後3時に出航する。

### アウトドア観光
2013年7月、初めての観光局がダン・レアリーに開業した。カヤック、カイトサーフィン、パドルボーディング、セーリング、サイクリング、ロッククライミング用の設備を利用できる。

## 文化

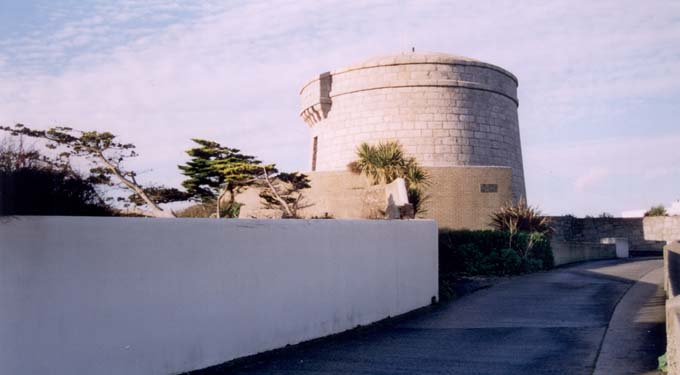
ジェイムズ・ジョイス・タワー

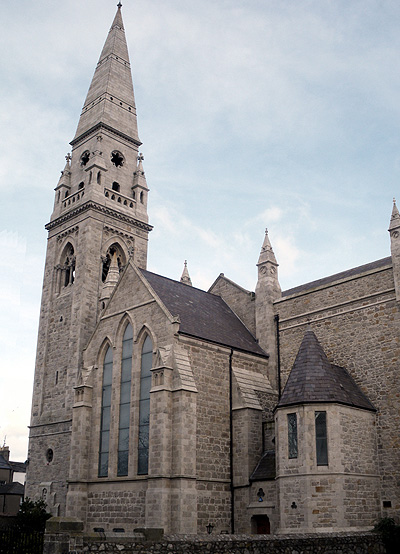
修復されたマリナーズ教会の国立海事博物館

ダン・レアリーは、多くの著名な文化的人物、特にジェイムズ・ジョイスとサミュエル・ベケットと関係がある。ユリシーズの第2章では、ジョイスはキングスタウン桟橋を「失望した橋」と呼んでおり、冒頭の章ではサンディコーブにあるマーテロー塔でのオリバー・セント・ジョン・ゴガーティとの滞在に基づいている。ジェイムズ・ジョイスタワーには、現在小さな博物館がある。サミュエル・ベケットはフォックスロック出身で、演劇『クラップの最後のテープ』で暗示され、ダン・レアリーの桟橋の1つの端に座っている間、芸術的な発想を経験したと言われている。現在、青銅記念碑がその場所を示している。
ビートルズの曲『ビーイング・フォー・ザ・ベネフィット・オブ・ミスター・カイト』で不死化した黒い乗馬とサーカスのオーナーであるパブロ・ファンクは、1850年にダブリンでの婚約中に1週間ここで演奏した。
1991年8月、シアトルのニルヴァーナがシルクハットで演奏した。
ダン・レアリーは以前、世界文化の祭典である3日間のフェスティバル・オブ・ワールド・カルチャーを開催していた。アイルランドで最大の音楽祭の1つで、8月の週末に25万人以上の人々が町を訪れた。祭りは9年間（2001〜2010年）大きな成功を収めたが、ダン・レアリー＝ラスダウン市議会は2010年に大きな損失のため、祭りの開催を中止することを決定した。
新しい専用劇場、パビリオン・シアターが2000年に開業した。1903年のキングスタウン・パビリオンの敷地に建てられ、ダン・レアリー＝ラスダウンの市立劇場として機能し、国際人形劇フェスティバル、ダブリン演劇祭などの数多くの祭りの開催地となっている。
アイルランド国立海事博物館は、以前は海軍に奉仕していたマリナーズ教会にある。東桟橋から直接内陸にあり、建物は完全に改装され、再開された。
海洋博物館の隣には、ダン・レアリー＝ラスダウン市の中央図書館および文化センターであるDLRレキシコンがある。2014年に会館となり、1912年にライブラリ通りに開館したカーネギー図書館に取って代わった。推定3660万ユーロの費用がかかったこの建物は、その規模とデザインのため、開館前に多くの批判を集めた。
ライブラリー通りの外には、「ケルトのルネサンス芸術の宝石」と呼ばれる聖心の礼拝堂（4m x 6m）がある。建築家であるジョン・J・ロビンソンによって設計され、スーパーマーケットのテスコがあるブルームフィールズの敷地にあった旧ドミニコ修道院のためにシニア・リンチによって装飾された。

## 出身者
- ボブ・ゲルドフ（ミュージシャン・活動家）
- ブームタウン・ラッツ（パンク/ニュー・ウェイヴ・バンド）
- ハーバート・ブレノン（映画監督）